# 밀드레드 던녹
밀드러드 더넉(Mildred Dunnock, 1901년 1월 25일 ~ 1991년 7월 5일)는 미국의 배우이다.

## 출연 작품
- 전구 음모이론 (2010년) - 린다 로먼 역
- 환상의 발라드 (1987년)
- 엔드 베이비 메이크스 식스 (1979년)
- 일곱 여인 (1966년)
- 세일즈맨의 죽음 (1966년)
- 비루먹은 말을 봐라 (1964년)
- 스윗 버드 오브 유스 (1962년)
- 섬씽 와일드 (1961년)
- 버터필드 8 (1960년)
- 파계 (1959년)
- 뜨거운 양철 지붕 위의 고양이 (1958년)
- 페이튼 플레이스 (1957년)
- 아기 인형 (1956년)
- 러브 미 텐더 (1956년)
- 해리의 소동 (1955년) - 윅스 부인 역
- 재즈 싱어 (1952년)
- 혁명아 자파타 (1952년)
- 당신을 원해요 (1951년)
- 세일즈맨의 죽음 (1951년)
- 이중 노출 (1947년)
- 콘 이즈 그린 (1945년)

### 텔레비전
- 스튜디오 원 (1953-57)